# Oltre le regole - The Messenger
Oltre le regole - The Messenger (The Messenger) è un film del 2009 diretto da Oren Moverman. Il film segna l'esordio alla regia di Moverman, che ha co-sceneggiato la pellicola assieme ad Alessandro Camon.

## Trama
Al rientro dopo essere stato dispiegato in Iraq, Will Montgomery, un sergente dell'esercito americano, scopre che la sua ragazza Kelly è fidanzata con un altro uomo. Prossimo al congedo per la scadenza del periodo di ferma ed in via di guarigione dopo stato gravemente ferito in Iraq durante una azione in cui ha dimostrato il suo valore, viene inviato come ufficiale di notifica delle vittime insieme al capitano Tony Stone, veterano della Guerra del Golfo, come suo mentore. Gli viene detto dell'importanza del suo compito dal tenente colonnello Dorsett poiché molti hanno fallito. Stone poi trasmette le regole per raccontare ai parenti prossimi una tragedia. Sul lavoro, la loro prima segnalazione a una famiglia spinge la madre a schiaffeggiare Stone, mentre lei e la sua fidanzata incinta piangono sul defunto; un uomo di nome Dale Martin lancia con rabbia oggetti a Will; una donna che ha sposato segretamente un soldato semplice piange tra le braccia di suo padre dopo aver appreso della morte del marito; un messicano a cui un traduttore racconta la morte di sua figlia piange davanti all'altro figlio; e una donna di nome Olivia soffre molto meno visibilmente dopo aver appreso della morte di suo marito, che Stone sospetta sia dovuta al fatto che lei ha una relazione.
In un bar, Will e Stone discutono tra loro delle loro vite. Will parla del fatto che la sua ragazza lo ha rifiutato e racconta a Stone della morte di suo padre a causa della guida in stato di ebbrezza, insieme ai racconti della sua ex madre. Will vede Olivia con suo figlio in un centro commerciale che compra vestiti per il funerale di suo marito, interrompendo una rissa tra lei e due reclutatori dell'esercito che tentano di arruolare ragazzi e ragazze, prima di offrirle un passaggio. Le ripara la macchina e diventa amico sia di lei che del suo giovane figlio Matt. Dopo aver ascoltato un messaggio vocale di Kelly che parla del suo imminente matrimonio, fa un buco nel muro in un impeto di rabbia, cosa che gli aggrava ulteriormente la mano. Arriva a casa di Olivia e i due esprimono affetto reciproco, ma i suoi tentativi di intimità fisica vengono accolti con esitazione mentre lei gli racconta di come suo marito ha maltrattato lei e suo figlio.
Quando Will conforta una famiglia in un negozio di alimentari locale dopo aver raccontato loro del destino del figlio, Stone lo rimprovera fisicamente per questo. Will mantiene il suo rango usando il suo nome "Tony" prima di tornare a casa da solo. Successivamente si riconciliano e trascorrono insieme i prossimi giorni, dove Stone ha un legame e cerca senza successo di convincere Will a fare lo stesso. Finiscono ubriachi al matrimonio di Kelly e fanno una scenata, litigano in un parcheggio, poi si svegliano in una foresta dopo essere svenuti e tornano a casa. Martin è lì e si scusa per essersi scagliato contro Will. Nell'appartamento di Tony, Will racconta a Tony della sua esperienza con un amico che è morto mentre combatteva in Iraq - un evento che gli ha provocato un danno cronico all'occhio sinistro - e di come sente che il suo coraggio era privo di significato poiché non poteva fare nulla per lui; pensò al suicidio subito dopo, ma si fermò quando vide l'alba. Sentendo questo, Tony scoppia in lacrime.
Il giorno successivo, Olivia decide di trasferirsi da casa sua. Informa Will che andrà con suo figlio in Louisiana, e Will le dice che sta pensando di restare nell'esercito degli Stati Uniti. Chiede a Olivia di fargli sapere il loro nuovo indirizzo e la ragazza gli chiede di venire con lei in casa.

## Distribuzione
Il film è stato presentato in anteprima al Sundance Film Festival 2009 e successivamente in concorso alla 59ª edizione del Festival di Berlino, aggiudicandosi l'Orso d'argento per la miglior sceneggiatura e il Peace Film Award. Il film è stato distribuito nelle sale cinematografiche italiane il 16 aprile 2010.

## Riconoscimenti
- 2010 - Premio Oscar[1]
  - Candidatura per il miglior attore non protagonista a Woody Harrelson
  - Candidatura per la migliore sceneggiatura originale
- Festival di Berlino 2009
  - Orso d'Argento per la miglior sceneggiatura
  - Peace Film Award
- National Board of Review Awards 2009
  - miglior regista esordiente
  - miglior attore non protagonista a Woody Harrelson
- Independent Spirit Awards 2010
  - Miglior attore non protagonista a Woody Harrelson
- Festival del cinema americano di Deauville 2009
  - Grand Prix e premio della critica internazionale
- Gotham Awards 2009
  - Miglior attore emergente a Ben Foster

## Curiosità
- È uno dei film preferiti di Mike Shinoda, cantante dei Linkin Park, che in un'intervista lo ha citato come fonte di ispirazione per la canzone Castle of Glass.